# Dictyna agressa
Dictyna agressa är en spindelart som beskrevs av Ivie 1947. Dictyna agressa ingår i släktet Dictyna och familjen kardarspindlar. Inga underarter finns listade i Catalogue of Life.